# نشانگان راسل
نشانگان راسل (انگلیسی: Russell's sign) که به نام جرالد راسل روان‌پزشک بریتانیایی نامگذاری شده‌است، علامت پینه‌مانندی است که روی بند انگشتان یا پشت دست به دلیل خود القایی استفراغ‌های مکرر توسط خود بیمار در طول دورهٔ زمانی طولانی تعریف می‌شود. این نشانه عموماً از تماس بند انگشتان بیمار با دندان‌های ثنایا در حین القای رفلکس گگ در پشت گلو با انگشت یا انگشتان خود ایجاد می‌شود.
اینگونه جای زخم یکی از شاخص‌های جسمی یک بیماری روانی در نظر گرفته می‌شود و نشانگان راسل در درجه اول در بیماران مبتلا به اختلال خوردن مانند پرخوری عصبی یا بی‌اشتهایی عصبی دیده می‌شود. با این حال، همیشه یک شاخص قابل اعتماد برای اختلال خوردن نیست. عوامل بسیار بیشتری در ارتباط با جای زخم وجود دارد.
افراد مبتلا به پرخوری (بولیمیک) که قادر به "پاکسازی بدون رفلکس حلقی (هندزفری)" یا ایجاد استفراغ با باز کردن عمدی اسفنکتر مری به روشی شبیه آروغ زدن هستند؛ در حالی که عضلات معده را منقبض می‌کنند، نشانه راسل را ندارند.